# Acraga moorei
Acraga moorei is een vlinder uit de familie van de Dalceridae. De wetenschappelijke naam van de soort is voor het eerst geldig gepubliceerd in 1898 door Dyar.